# Reiherläufer
Der Reiherläufer (Dromas ardeola) ist ein in Kolonien brütender Vogel der Küsten des Indischen Ozeans. Der auffällige schwarz-weiße Vogel gräbt Bruthöhlen in die Sanddünen. Seine systematische Stellung ist ungeklärt, für gewöhnlich wird er aber den Regenpfeiferartigen zugeordnet. Es werden keine Unterarten unterschieden.

## Merkmale
Der Reiherläufer erreicht eine Körperlänge von 40 Zentimeter. Die Flügelspannweite beträgt 66 Zentimeter. Ein feldornithologisch nutzbarer Sexualdimorphismus besteht nicht. Allenfalls haben Männchen im Schnitt etwas größere und dickere Schnäbel als Weibchen.
Vom Hals abwärts erinnert der Reiherläufer mit seinen langen Beinen, dem schlanken Körper und dem langen Hals an einen Säbelschnäbler. Der Kopf ist allerdings stark vergrößert, um einen wuchtigen Schnabel zu tragen. Dieser Schnabel ist schwarz, seitlich zusammengedrückt und hat eine scharfe Spitze. Der Vogel kann mit ihm wie mit einem Dolch kraftvoll zustoßen und Krebsschalen durchdringen.
Das Gefieder ist hauptsächlich weiß. Der Vorderrücken und die Schwungfedern sind schwarz. Ebenfalls schwarz ist die unmittelbare Umgebung des Auges befiedert; aus der Entfernung wirkt das Auge dadurch besonders groß. Der Schwanz ist grau gefärbt. Im Jugendkleid sind die schwarzen Gefiederpartien grau gefärbt. Außerdem existiert eine charakteristische schwarzgraue Strichelzeichnung auf dem Scheitel; in seltenen Fällen ist diese Zeichnung auch bei ausgewachsenen Vögeln zu finden.
Die langen Beine haben eine blaugraue Farbe. Der Fuß ist anisodaktyl, die Hinterzehe ist gut entwickelt. Die Vorderzehen sind mit basalen Schwimmhäuten verbunden. Meistens schreitet der Reiherläufer langsam das Watt ab; auf der Jagd nach einer Beute kann er aber auch schnell rennen.

## Verbreitung und Lebensraum
Die Brutgebiete des Reiherläufers beschränken sich weitgehend auf das Rote Meer und den Persischen Golf. Das Handbook of the Birds of the World zählt neun Kolonien auf, die zum Zeitpunkt der Drucklegung (1996) die einzigen der Fachwelt bekannten Brutgebiete waren:
- Iran: Insel Karan, 1500 Paare
- Iran: eine Kolonie mit 20 Paaren

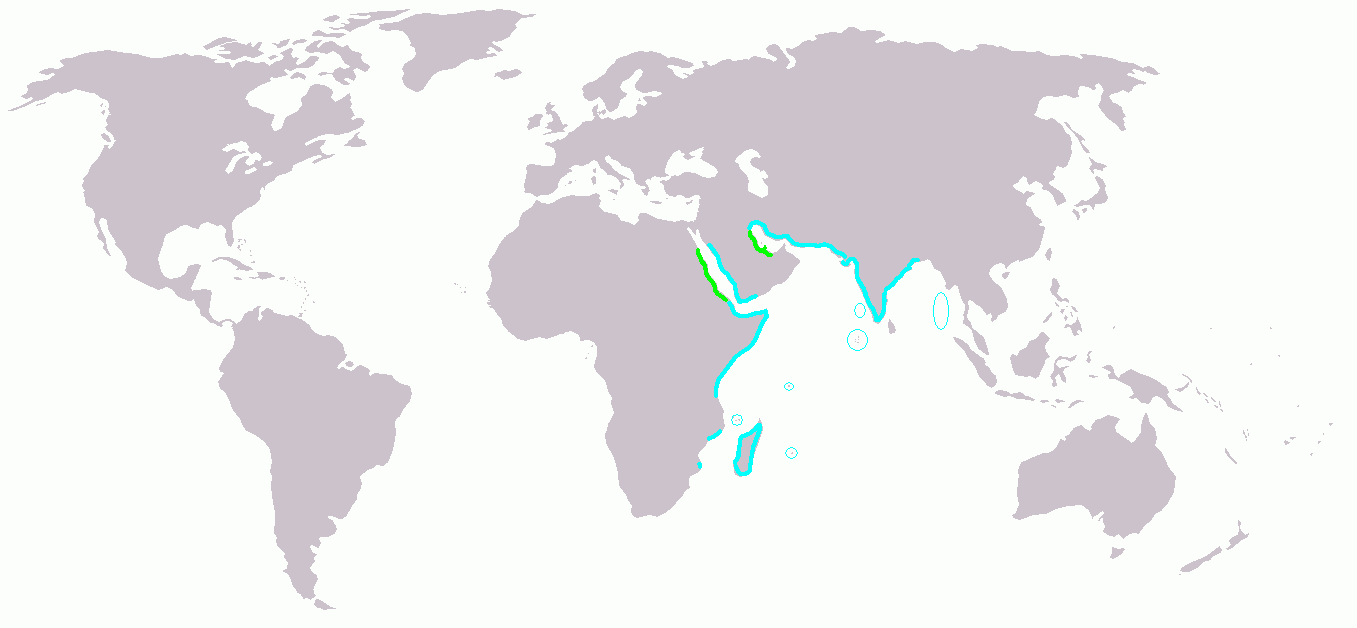
Verbreitungsgebiet des Reiherläufers

- Iran: ein Brutgebiet mit nur zwei Paaren
- Abu Dhabi: Insel Abu al-Abyad, 280 Paare
- Abu Dhabei: Insel Umm Amin, 85 Paare
- Oman: Insel Masira, 85 Paare
- Saudi-Arabien: Sandbänke vor al-Wadschh
- Saudi-Arabien: Farasan-Inseln, 110 Paare
- Somalia: Inseln Aibat und Saad ad-Din, Anzahl der Paare unbekannt

In der Zwischenzeit wurden weitere Kolonien vor der Küste Eritreas entdeckt. Im Dahlak-Archipel und auf den Howakil-Inseln existieren demnach dreißig weitere Kolonien mit über 5000 Brutpaaren, was mehr als in allen zuvor bekannten Kolonien zusammen ist.
Außerhalb der Brutzeit streifen Reiherläufer weit umher und sind dann an der gesamten afrikanischen Ostküste zu finden: südlich bis Tansania häufig, weiter bis Südafrika vereinzelt. Auch Madagaskar und die Seychellen werden aufgesucht, ebenso die Westküsten Indiens und Sri Lankas, und einige Vögel gelangen sogar bis zu den Andamanen und bis nach Thailand. Auf Grund der Unsicherheit bezüglich des Verbreitungsgebietes sind die Zugbewegungen im Einzelnen schwer zu fassen. Nach Untersuchungen von Wetlands International zieht jedoch der Großteil der Population im Zeitraum von August bis November nach Süden und Osten und kehrt in die Brutgebiete im März und April zurück.
Der Lebensraum sind Sandstrände, Flussdeltas und Lagunen. Nie findet man Reiherläufer weiter als 1 km vom Meer entfernt.

## Lebensweise

### Aktivität
Reiherläufer brüten nicht nur in Kolonien, auch außerhalb der Brutzeit trifft man sie meistens in großen Schwärmen. Diese können bis zu 1000 Individuen umfassen, mit zunehmendem Abstand zu den Brutkolonien werden sie allerdings kleiner. Während der Brut sind Reiherläufer dämmerungs- und nachtaktiv. Außerhalb der Brutzeit sind sie zu allen Tages- und Nachtzeiten aktiv, überwiegend jedoch weiterhin nachts.

### Nahrung
Auf der Nahrungssuche schreiten Reiherläufer das Flachwasser ab. Wenn sie ein Beutetier entdecken, stellen sie ihm rennend nach und spießen es mit einem raschen Zustoßen auf.
Die Hauptnahrung der Reiherläufer besteht aus Zehnfußkrebsen. Kleine Krebse werden im Ganzen geschluckt. Bei großen Exemplaren werden zunächst Beine und Scheren abgerissen, dann wird der Körper mit Stößen des Schnabels zerteilt. Form und Größe des Schnabels sind ideal zum Aufbrechen selbst harter Panzer.
Einen kleineren Anteil an der Nahrung machen Mollusken und Würmer aus. An der irakischen Küste hat man Reiherläufer auch beim Erbeuten von Schlammspringern beobachtet.

### Fortpflanzung
Die Brutzeit der Reiherläufer beginnt im April und dauert bis zum Juni, regional auch bis Juli. Vermutlich leben Reiherläufer in saisonaler Monogamie. Ihr Brutverhalten zeigt einige auffällige Abweichungen von anderen Regenpfeiferartigen. Kein anderer Regenpfeiferartiger brütet in Höhlen, und nur bei dieser Art sind die Jungen keine Nestflüchter.
Die Höhlen werden meistens in niedrige Dünen gegraben. Es handelt sich um Gänge, die 1 bis 2,5 m lang und 20 cm breit sind. Sie werden schräg abwärts gegraben, so dass die Brutkammer am Ende des Ganges etwa 50 cm unter dem Eingang liegt. Die Gänge verlaufen meistens nicht gerade, sondern wechseln einmal oder mehrmals die Richtung. Fast immer wird nur ein Ei gelegt, nur in seltenen Fällen gibt es auch zwei Eier im Gelege. Dieses Ei ist mit einer Größe von 6 × 4,5 cm ungewöhnlich groß. Es ist rein weiß und weist nicht die Musterungen auf, die Eier anderer Regenpfeiferartiger aufweisen. Der Grund hierfür dürfte darin liegen, dass ein Höhlenbrüter keinen Bedarf an einer Tarnung seiner Eier hat.
Wahrscheinlich werden Jungvögel von beiden Partnern versorgt. Genau ist dies noch nicht bekannt. Die Jungen sind am Anfang geh- und stehunfähig und bleiben einige Tage im Nest (Nesthocker). Während dieser Zeit werden sie von den Altvögeln gefüttert.

## Systematik
Der Reiherläufer gehört, was die systematische Stellung im Vogelreich betrifft, zu den problematischsten Vögeln. Die Anatomie weist viele Übereinstimmungen mit den Regenpfeiferartigen auf, und hier werden Reiherläufer gelegentlich in die Nähe der Triele oder der Brachschwalbenartigen gestellt. Auffällig ist die Ähnlichkeit des Schnabels mit dem des Krabbentriels. Dies könnte aber durch konvergente Evolution entstanden sein, da beide Vögel die gleiche Hauptnahrung haben. Aufgrund des Gefieders wurden Reiherläufer auch schon in die Nähe der Säbelschnäbler gestellt. Gelegentlich wurde auch gemutmaßt, der Reiherläufer sei ein Verwandter von Alkenvögeln oder Möwen. Nach einer im Juli 2010 veröffentlichten und auf molekularbiologischen Arbeiten beruhenden Studie ist der Reiherläufer die Schwestergruppe der Brachschwalbenartigen (Glareolidae).

## Reiherläufer und Menschen
Zwischen Reiherläufern und Menschen gibt es kaum Berührungen. Global ist der Vogel auch nicht bedroht, da seine Brutgebiete meistens auf entlegenen, unbewohnten Inseln liegen. Selbst ein Einfluss der häufigen Ölverschmutzungen im Persischen Golf auf die Bestandszahlen konnte nicht festgestellt werden. Lediglich vor der Küste Eritreas kommt es regelmäßig vor, dass Fischer auf den Inseln die Gelege der Vögel plündern.